# Борисівка (річка)
Борисівка (рос. Борисовка) — річка в Україні, у Дубенському районі Рівненської області. Ліва притока Стубазки (басейн Дніпра).

## Опис
Довжина річки приблизно 5,2 км.

## Розташування
Бере початок на північно-західній стороні від Білашів. Тече переважно на північний захід через Нараїв, Острів і впадає у річку Стубазку, ліву притку Горині.
Річку перетинає автошлях Т 1801